# Suaeda acuminata
Suaeda acuminata är en amarantväxtart som först beskrevs av Carl Anton von Meyer, och fick sitt nu gällande namn av Horace Bénédict Alfred Moquin-Tandon. Suaeda acuminata ingår i släktet saltörter, och familjen amarantväxter. Inga underarter finns listade i Catalogue of Life.